# Guerrilleros en Filipinas
Guerrilleros en Filipinas es una película estadounidense dirigida por Fritz Lang en 1950.

## Argumento
En el verano de 1942 en Filipinas, una lancha estadounidense es destruida por aviones japoneses. Los supervivientes llegan a la costa, y deciden separarse. Uno de ellos, Chuck Palmer, decide organizar la guerrilla.

## Reparto
- Tyrone Power: Ensign Chuck Palmer
- Micheline Presle: Jeanne Martinez
- Tom Ewell: Jim Mitchell
- Robert Patten: Lovejoy
- Tommy Cook: Miguel
- Juan Torena: Juan Martinez
- Jack Elam: presentador
- Robert Barrat: General Douglas MacArthur